# Merikanjaka
Merikanjaka är en ort i Madagaskar.   Den ligger i regionen Analamanga, i den centrala delen av landet, 40 km sydost om huvudstaden Antananarivo. Merikanjaka ligger 1 560 meter över havet och antalet invånare är 8 000.
Terrängen runt Merikanjaka är platt åt sydväst, men åt nordost är den kuperad. Merikanjaka ligger uppe på en höjd. Runt Merikanjaka är det ganska tätbefolkat, med 214 invånare per kvadratkilometer. Närmaste större samhälle är Miadanandriana, 13,1 km nordväst om Merikanjaka. I omgivningarna runt Merikanjaka växer huvudsakligen savannskog.